# Campionato ugandese di calcio
Il campionato ugandese di calcio è articolato su tre livelli: il massimo livello nazionale, la Premier League, a cui prendono parte 16 squadre, la seconda divisione, detta FUFA Big League, cui prendono parte 18 squadre, e i campionati regionali ugandesi, che costituiscono la terza serie nazionale.

## Struttura
| Livello | Divisioni                      |
| ------- | ------------------------------ |
| 1       | Premier League 16 squadre      |
| 2       | FUFA Big League 18 squadre     |
| 3       | Campionati regionali ? squadre |